# Завидный (эсминец)
Завидный — миноносец типа «Лейтенант Пущин».

## Постройка
Заказан в рамках судостроительной программы на 1882—1902 годы. Предполагалось строить корабль на Балтийских верфях, чтобы затем своим ходом перевести его в Чёрное море, однако впоследствии Морское ведомство передало заказ заводу «Наваль» в Николаеве. Строился по чертежам 350-тонного миноносца типа «Буйный», при этом в конструкцию корабля внесены изменения по опыту плавания прототипа: помещение для офицеров было перепланировано на отдельные каюты, камбуз был вынесен на верхнюю палубу, также был расширен ходовой мостик, установлена грот-мачта. Носовой торпедный аппарат убрали, а боезапас торпед уменьшили до 4-х, при этом калибр торпедных аппаратов увеличили до 457 мм.

## В российском флоте
22 марта 1902 года зачислен в списки судов Черноморского флота, в 1902 году заложен на стапеле завода «Наваль», спущен на воду весной 1903 года, вступил в строй в конце 1903 года. До 10 октября 1907 года числился миноносцем. Прошёл капитальный ремонт корпуса и механизмов в 1911—1913 гг. на Франко-Русском заводе в Николаеве, с заменой трубок в котлах и артиллерийского вооружения. К началу Первой мировой войны устарел.
В период первой мировой войны участвовал в набеговых операциях на морские коммуникации и побережье противника, нес блокадную службу у берегов Турции, выставлял мины у пролива Босфор, обеспечивал и прикрывал набеговые и минно-заградительные действия других сил флота.
С 10 января по 16 февраля 1916 года участвовал в Эрзерумской наступательной операции. Совместно с другими кораблями уничтожил до 490 различных судов и плавсредств противника.

## В период гражданской войны и интервенции
После февральской революции корабль был украинизирован.
В декабре 1917 года, после начала в Севастополе большевистского террора, крейсер «Память Меркурия» и эсминец «Завидный» покинули город, после чего по приказу Генерального Секретариата Морских Дел УНР совершили переход в Одессу, однако в ночь с 16 на 17 января 1918 года, в ходе боев за Одессу, оба корабля оказались в руках большевиков. Впоследствии выведен большевиками в Севастополь, но 29 апреля 1918 года команда корабля вновь подняла над эсминцем украинский флаг. 1 мая корабль, несмотря на происходящие в Севастополе события (вывод большевиками части флота) продолжал находиться под украинским флагом, однако уже 3 мая эсминец был захвачен вошедшими в город германскими войсками. Немцы присвоили эскадренному миноносцу наименование R 13 и укомплектовали его командой из германских моряков.
В декабре 1918 года захвачен англо-французскими интервентами. 24 апреля 1919 эсминец в числе других кораблей был подорван англичанами при оставлении Севастополя. Из строя были выведены главные машины и вооружение. 29 апреля 1919 года, при занятии Севастополя неисправный корабль был захвачен частями советского Украинского фронта, но уже 24 июня 1919 года части РККА были выбиты из города белогвардейцами.

## Дальнейшая судьба
После второго занятия Севастополя частями РККА 14 ноября 1920 года корабль получил новое имя — «Марти», но в состав советского флота не вводился. Миноносец собирались восстановить, он уже стоял на капитальном ремонте, однако в мае 1922 года его сдали в порт на долговременное хранение. Больше вопрос о ремонте корабля не поднимался, и в 1923 году его сдали «Комгосфонду» для разборки на металл. 21 ноября 1925 года «Марти» был окончательно исключён из списков судов РККФ.

## Командиры
- хх.хх.хххх — 06.02.1905 — капитан 2-го ранга Коландс, Михаил Николаевич
- 06.02.1905 — хх.хх.хххх — капитан 2-го ранга Красношапка, Яков Яковлевич
- хх.хх.1906 — хх.хх.1907 — капитан 2-го ранга Саблин, Михаил Павлович
- Евдокимов, Сергей Владимирович
- 05.07.1913 — хх.хх.1915 — командующий старший лейтенант Сенявин, Николай Львович
- (1920) - Лебедев В. И.